# Артроз плечового суглоба
Артроз плечового суглоба (омартроз, дегенаративний омартроз) — це хронічне прогресуюче захворювання плечового суглоба, при якому хрящ та прилегла до нього кісткова тканина піддаються дистрофічній зміни.

## Симптоми
Основним симптомом захворювання є біль, посилюється при навантаженні. Обмеження рухливості суглоба. Запальні зміни синовіальної оболонок, синовіальної рідини та оточуючих суглоб тканин є основною причиною больового синдрому. У цьому випадку з'являється набряк суглоба, почервоніння і локальне підвищення температури.
У безпосередній близькості від суглоба розташовується плечове нервове сплетіння, яке може реагувати на патологічний процес у суглобі. При наявності внутрішньосуглобних остеофітів при певних рухах виникає хворобливе клацання, обмеження рухів у суглобі.

## Перебіг захворювання
Згодом хрящові поверхні суглоба деградують, стають шорсткуваті, на них з'являються ділянки відкладення солей — остеофіти. Патологічні зміни та клінічні прояви розвиваються повільно. Перебіг захворювання хронічний. Періоди відносного благополуччя змінюються загостренням.
Захворювання протікає повільно і неухильно прогресує, що з часом призводить до значного порушення функції руки. При тривалому перебігу хронічного артроза плечового суглоба може розвинутися контрактура (стійке обмеження рухів).

## Лікування
При артрозі плечового суглоба лікарі рекомендуть ударно-хвильову терапію. Ударно-хвильова терапія впливає на організм за допомогою акустичних хвиль низької частоти (не доступної для людського вуха) і високої інтенсивності. Хвилі швидко проходять крізь м'які тканини (м'язи) і рідини (кров і лімфа), запускаючи процеси регенерації.

## Причини розвитку артрозу плечового суглоба

### 1. Первинний (ідіопатичний) артроз
Розвивається без очевидної причини, зазвичай у людей старше 50 років.

#### Можливі чинники
- Вікові зміни хряща — втрата еластичності, зменшення вироблення синовіальної рідини.
- Генетична схильність — спадкові порушення обміну речовин у хрящовій тканині.
- Мікроциркуляторні порушення — зменшення кровопостачання тканин суглоба.

### 2. Вторинний артроз
Розвивається як наслідок інших патологій або впливу зовнішніх чинників.

#### Травми
- Вивихи, переломи, забиття плечового суглоба.
- Повторювані мікротравми у спортсменів, вантажників, військових.

 Механізм: порушення геометрії суглоба → нерівномірне навантаження → стирання хряща.

#### Запальні процеси
- Після ревматоїдного артриту, інфекційного артриту, бурситу.
- Хронічне запалення змінює структуру хряща та синовіальної оболонки.

Механізм: ферменти запалення руйнують колаген і агрекани — основні компоненти хряща.

#### Порушення обміну речовин
- Цукровий діабет, подагра, ожиріння, дисліпідемія.
- Надлишок сечової кислоти або глюкози пошкоджує хрящову тканину.

Механізм: хімічне подразнення та оксидативний стрес погіршують відновлення хряща.

#### Гіпермобільність або нестабільність суглоба
- Вроджена слабкість зв'язок або наслідки травм.
- Викликає хронічне "розхитування" суглоба.

#### Професійне або спортивне перевантаження
- Часто вражає спортсменів (тенісисти, штангісти) і людей фізичної праці.

Постійне перевантаження без достатнього відновлення → зношення хряща.

#### Аваскулярний некроз головки плечової кістки
- При порушенні кровопостачання кістки (іноді після стероїдної терапії чи алкоголізму).
- Призводить до вторинного колапсу суглобових поверхонь.

### Суміжні фактори ризику
- Вік > 50 років
- Надмірна вага
- Гормональні порушення
- Низький рівень фізичної активності
- Зловживання алкоголем або кортикостероїдами